# Жилой дом (улица Батюка, Нежин)
Жилой дом — памятник архитектуры местного значения в Нежине. Сейчас здесь размещается Нежинский краеведческий музей (его исторический отдел) и «Центр памятниковедения» (Северо-восточное региональное отделение Украинского общества охраны памятников истории и культуры).

## История
Изначально объект был внесён в «список памятников архитектуры вновь выявленных» под названием Жилой дом Максимовича.
Приказом Министерства культуры и туризма от 21.12.2012 № 1566 присвоен статус памятник архитектуры местного значения с охранным № 10002-Чр под названием Дом жилой.

## Описание
Дом построен в конце 19 века. Дом принадлежал нежинскому купцу 1-й гильдии, наследному почётному гражданину Пантелеймону Ивановичу Дяченко.
Каменный, одноэтажный на цоколе, прямоугольный в плане дом со входом справа. Над входом расположена фрамуга на уровне с окнами фасада. Украшен  орнаментальной кирпичной кладкой. Симметричность фасада подчёркивают пилястры по обе стороны входа и крайнего левого окна, которые завершаются аттиками. Фасад щедро украшен узорчатым декором, в частности обрамлены окна и завершает венчающий карниз. Окна четырёхугольные.
4 ноября 1967 года в доме был открыт музей на общественных началах. В 1968 году преобразован в филиал Черниговского исторического музея. В своём подчинении имел отдел — музей истории села Пески (с 1972 года). Фонды музея насчитывают около 20 тысяч экспонатов. Экспозиция музея размещена в 8 залах (свыше 4 тысяч экспонатов, в том числе 2 тысячи оригиналов), состоит из отделов истории и природы.
На фасаде дома установлена мемориальная доска основанию музея и первому директору с текстом: «В этом доме 4 октября 1967 года был открыт Нежинский краеведческий музей, одним из основателей и первым директором которого с 1967 г. по 1986 г. был Шоходько Владимир Семёнович историк, краевед, памятниковед».